# نی سحرآمیز
نی سحرآمیز نام داستانی است از بهومیل هرابال، نویسندهٔ شهیر اهل جمهوری چک که در سال ۱۹۹۰ در مجموعهٔ توفان ماه نوامبر چاپ شد و در همان چاپ اول ۱۵۰ هزار نسخه فروخت.

## دربارهٔ داستان
در این داستانِ کوتاه هرابال به روایت تجربهٔ مشاهده‌گرانهٔ خود به‌عنوان یک نویسنده و روشن‌فکر از حادثه شورش دانشجویی و برخورد پلیس می‌پردازد و به‌طور کلی از فضای حاکم بر آن دوران می‌نویسد. نویسنده تلاش می‌کند فضای مایوس‌کنندهٔ موجود را به‌شکل ضربه‌زننده و پتک‌واری به خواننده عرضه کند.
داستان با این جمله آغاز می‌شود: «خدایان این سرزمین را ترک گفته‌اند و قهرمانان افسانه‌ای ما را به دست فراموشی سپرده‌اند».
سپس به شرح آنچه گذشت می‌پردازد. در خلال شرح رویدادها از یأس پنهان خود نیز پرده برمی‌دارد:
«و من در آن غروب یکشنبه‌ای حس می‌کردم دیگر به منتهای تنهایی پرهیاهویم، به اوج تهی رسیده‌ام. به نهایت آن بی‌قراری دست یافته‌ام که کی‌یرگکور و نیچه به آن رسیدند. چند بار خواسته‌ام خود را از پنجره طبقه پنجم خانه‌ام به پایین پرت کنم…».
اما این روایت تنها یک مشاهده‌گری صرف نیست چرا که مدام با انتقاد به خود به عنوان نویسنده و روشن‌فکر یک جامعه تحت سیطرهٔ دیکتاتوری همراه است و به‌نوعی در خلال روایت صرف از حادثه وظیفهٔ تعهد به امر کنش‌مندی در زندگی را به خویش و دیگران یادآور می‌شود.
«ولی چه آسان است و پیش پاافتاده، استاد هرابال، گفتن این‌که به‌قول هایدگر خدایان این جهان را ترک کرده‌اند و قهرمانان افسانه‌ای هرکول و پرومته نیز به هزیمت رفته‌اند. حرف‌های قشنگ برای مخاطب‌ها؛ ولی این حرف‌ها خرواری‌اش دو قروش است چون که آن دانشجوی جوان ادبیات به جناب هایدگر نشان داد که باید جوری قصاص پس بدهد که شاید ونسان ونگوگ با بریدن گوشش پس داد. ونگوگ که به اسطوره نیازی نداشت و با وجود این با آثارش این جهان را شفاف‌تر ساخت».
و این‌گونه است که نویسنده با روایت جهانی که تجربه کرده‌است آن را از تیرگی به درآورده و شفاف می‌کند؛ و با این شفاف‌سازی طنین دیگرسان و متفاوتی به جهان چرکین می‌دهد. او در پایان این داستان کوتاه این طنین را به گوش ما از طریق نوای نی سحرآمیزی می‌رساند که شاید در کالسکه نهفته کودکی پنهان بوده‌است.

## ترجمهٔ فارسی نی سحرآمیز

این داستان در ایران با ترجمهٔ پرویز دوایی و در قالب مجموعه‌ای از داستان‌های کوتاهِ بهومیل هرابال با عنوان نی سحرآمیز و چند داستان دیگر به‌کوشش نشر آگه در سال ۱۳۹۴ به چاپ رسیده‌است. داستان‌های این کتاب را دوایی از مجموعه‌ها و دفترهای متفاوتی گردآورده و آن‌ها را با یادداشتی از میلان کوندرا در وصف هرابال همراه کرده‌است. این مجموعه شامل شانزده داستان است با عنوان‌های: «نی سحرآمیز»، «یک روز در ماهِ اوت»، «بئاتریس»، «پری دریایی»، «مرواریدهای اعماق»، «پادوی هتل»، «روشنایی‌های شهر»، «پرندهٔ زرد»، «عمو پپینِ من»، «مادام کاملیا»، «سرشاخه‌های شکسته»، «آن روز بعدازظهر»، «پدربزرگ»، «کافکائیه»، «آن هالهٔ سفیدبرفی» و «اشک‌های استالین».
دوایی در مقدمه‌اش بر این داستان‌ها می‌نویسد:
هرابال، به وجهی خیره‌کننده و بی‌مانند، زیر و بالای چند دورهٔ تاریخی پُرتکان و التهاب سرزمین‌اش را با گذراندن از منشور وجود خویش بازتاب داده‌است: دورهٔ اشغال نازی‌ها، دورهٔ حکومت کمونیستی، دورهٔ موقت بازگشایی (معروف به سوسیالیسم با چهرهٔ انسانی) و بعد، به‌دنبال هجوم تانک‌های پیمان ورشو، دورهٔ بگیر ببند مشهور به عادی‌سازی. در این دوره‌ها، به‌حسب «هوس‌های حکومت» هرابال گاهی می‌نوشت و چاپ می‌کرد (که ظهور هر کتاب جدید او در جامعهٔ چک واقعاً حادثه‌ای بود که تشکیل‌شدن صف‌های دور و دراز در برابر کتاب‌فروشی‌ها را اقتضا می‌کرد و یک‌صدوپنجاه هزار نسخه کتاب‌اش در چند ساعت از قفسهٔ کتاب فروشی‌ها ناپدید می‌شد) و گاه بی‌وقفه می‌نوشت، ولی چاپ نمی‌کرد. در یک دورهٔ بیست‌ساله کتاب‌های او فقط در نسخه‌های تایپ‌شدهٔ معدود بین دوست و آشنا و علاقه‌مندان‌اش دست‌به‌دست می‌شد. حالا باز او خوش‌بخت بود، زیرا نظیر ایساک بابل (نویسندهٔ روس) به‌قول خودش به ژانر سکوت پناهنده نشد…
دوایی یادداشتی را هم از میلان کوندرا دربارهٔ هرابال به کتاب افزوده‌است که در آن کوندرا لب به تحسین شیوهٔ کار و آثار هرابال می‌گشاید:
روح آثار هرابال و طنز و فانتزی نهفته در آن در تضاد کامل و مطلق با طرز فکری بود که در آن زمان در سرزمین‌مان سلطه داشت و می‌خواست هر نوع طرز فکر دیگری را خفه کند… دنیایی که بتوان در آن آثار هرابال را خواند به کلی سوای دنیایی است که در آن نشود صدای او را شنید… یک اثر هرابال به تنهایی به آزادی روحی انسان‌ها بیش‌تر کمک و خدمت می‌کرد تا تمامی اعلامیه‌های اعتراض‌آمیز ما در مخالفت با رژیم!

## آثار هرابال در ایران
بهومیل هرابال، سال‌ها پیش با رمان تنهایی پرهیاهو که آن را هم پرویز دوایی به فارسی ترجمه کرد به مخاطب فارسی‌زبان شناسانده شد. تنهایی پرهیاهو رمانی بود دربارهٔ مردی که شغل‌اش خمیرکردن کتاب‌هاست. هرابال در این رمان با طنزی سیاه، سرگذشت مردی تنها را در موقعیتی غریب به نمایش گذاشته بود و وضعیت او را به وضعیتی عام پیوند زده بود.
هم‌چنین، چشم‌های تیزبین روی قطارها با ترجمهٔ عدنان غریفی، مرگ آقای بالتیس برگر (مجموعهٔ ۱۳ داستان کوتاه از هرابال) با ترجمهٔ ساغر اسرار و همه ترس‌هایم با ترجمهٔ شیما روحانی نیز در ایران نشر یافته‌اند.